# Жељко Митровић
Жељко Митровић (Београд, 31. мај 1967) је српски предузетник, музичар и продуцент. Оснивач је, председник и генерални директор предузећа Pink Media Group и бивши члан музичке групе Октобар 1864. Један је од најбогатијих људи у Србији и на Балкану.
У оквиру Pink Media Group основао је авио компанију Air Pink, прву српску стриминг платформу Apollon и PR-DC који се бави производњом дронова. Оснивач је театра Одеон, првог српског позоришта специјализованог за мјузикле који је смештен у простору некадашњег истоименог биоскопа.
Добитник је специјалне плакете „Најплеменитији подвиг године" коју додељује лист Вечерње новости, као и награде „Браћа Карић”. Његова ћерка је српска и америчка редитељка Сандра Митровић.

## Биографија

### Младост, образовање и музичка каријера
Рођен је 31. маја 1967. године у Земуну. Основну школу је завршио у родном Земуну, а затим је завршио и Земунску гимназију. Студирао је на Правном факултету Универзитета у Београду. Желео је да се упише на студије на Калифорнијском џез конзерваторијуму, али до тога није дошло пошто није имао довољно новца за школарину. Касније је студирао енглески језик у области менаџмента у оквиру програма Berlitz Corporation.
Заједно са Гораном Томановићем, Зораном Карапанџом и Дејаном Крмпотићем је 1984. године у Земуну основао џез-рок групу Октобар 1864. Касније им се придружила и Тања Јовићевић. Митровић је у бенду свирао бас-гитару, а први албум под називом Октобар 1864 објавили су 1987. године за дискографску кућу Југодиск. Наредне 1988. године је у издању ПГП РТБ објављен албум Игра бојама, а исте године Митровић је основао музички студио у којем је, између осталог, бенд Римтутитуки снимио познату антиратну песму Мир, брате, мир. Године 1990. група је снимила последњи албум Црни плес на ком Митровић није учествовао.
Свирао је бас-гитару и као део пратећег ансамбла групе Рокери с Мораву. Четири године је био део ансамбла и свирао је на четири албума. Оснивач групе Борис Бизетић је био Митровићев кум на венчању са првом супругом, након чега му је крстио прво и друго дете. Касније је Бизетић имао своју емисију ББ шоу која се приказивала на Пинку.

### Оснивање Пинка
Митровић је 24. децембра 1993. покренуо радио-станицу Пинк и постао један од првих комерцијалних радио-емитера на простору бивше Југославије. Касније је купио и београдску радио-станицу Пингвин. Дана 16. септембра 1994. у 20.00 часова је на 57. каналу почело емитовање програма телевизије Пинк коју је Митровић основао. Пинк је 1998. године постао водећа комерцијална телевизија у бившој Југославији. Дискографску кућу City Records, Митровић је основао 1997.

### Политички ангажман (1996—2000)
Од 1996. године био је политички ангажован у Југословенској левици. У једном мандату је био и савезни посланик, као и кандидат за председника градске општине Земун. На крају ангажмана у странци био је на дужности шефа сектора за маркетинг. Из странке је искључен 2002. године, иако дуже време није био активан.

### Пословна каријера
Због повећаног обима потреба телевизијске продукције је 2006. године основан PFI Studios, највећи комплекс филмских студија у југоисточној Европи.
Од 2018. године у етру су канали Пинк М који се емитује у Црној Гори и Пинк БХ који се емитује у Босни и Херцеговини. Такође, компанија Pink International Company прозводи и програм и емитује око 40 специјализованих телевизијских канала.
Митровић и Pink Media Group су 2021. покренули прву домаћу стриминг-платформу Apollon која пружа могућност гледања домаћег и страног филмског и серијског програма. Покренуо је 2016. године и мобилни виртуелни мрежни оператор Глобалтел, а 2023. године га је продао Телекому Србија. Током 2020. године почели су са радом Ред ТВ, Ред радио и Ред портал.
Основао је и Пинков развојно-истраживачки центар (PR-DC) који се бави производњом дронова.

### Каснији музички наступи
Средином 2012. Митровић је са групом Беркли грув радио на свом првом солистичком албуму. Снимили су три сингла: „ТВ”, „Причај ми гадости” и „Мајмуне” коју је Митровић компоновао. Са Тањом Јовићевић, сарадницом из групе Октобар 1864, снимио је баладу „Дур и мол” за коју је урађен спот. У августу 2012. наступили су на београдском Бир-фесту, а у децембру су били предгрупа групи Смак на концерту у београдској Арени.  У октобру 2016. Митровић и његова група су промовисали нову песму чији је назив „Марина”.

### Филмска и серијска продукција
Митровић је био продуцент 26 играних дугометражних филмова и 9 телевизијских серија. Био је копродуцент филма Ивкова слава у режији Здравка Шотре, али и последњег филма Пурише Ђорђевића Уста пуна земље који је освојио награду „Милутин Чолић” као најбољи српски филм на 51. Фесту 2023.

### Театар Одеон
У априлу 2022. Митровић је потврдио куповину простора некадашњег биоскопа Одеон у Улици краљице Наталије у Београду. Том приликом је изјавио да годинама покушава да пронађе адекватан простор за позориште специјализовано за мјузикле и захтевне рок концерте. Најавио је и да ће театар бити отворен његовим ауторским мјузиклом Луцифер. Јануара наредне године, потврдио је и куповину некадашњег биоскопа 20. октобар у Балканској улици у Београду. Тада је изјавио:
Почетком двехиљадитих, приватизацијом су нам узели своро све мале сцене из области културе да би их претворили у самопослуге и магације. У својеврсном рату са самопослугашима, после театра Одеон успео сам да купим и 20. октобар и да га вратим у финцију објеката за културне намене!

## Филмографија

### Филмска продукција
| Година | Филм                                   | Реф.   |
| ------ | -------------------------------------- | ------ |
| 2005   | Ивкова слава                           | [ 12 ] |
| 2007   | Промени ме                             | [ 12 ] |
| 2007   | Четврти човек                          | [ 12 ] |
| 2008   | Читуља за Ескобара                     | [ 12 ] |
| 2009   | Зона мртвих                            | [ 12 ] |
| 2017   | Зона Замфирова 2: Врати се Зоне        | [ 12 ] |
| 2022   | Ђенга, чудна игра                      | [ 12 ] |
| 2022   | Луча                                   | [ 12 ] |
| 2022   | Порно прича                            | [ 12 ] |
| 2022   | Џем од кавијара                        | [ 12 ] |
| 2023   | Са'рана, бижутерија и по који капут    | [ 12 ] |
| 2023   | Троје                                  | [ 12 ] |
| 2023   | Уста пуна земље                        | [ 12 ] |
| 2023   | Заљубљена Ана, господин заборав и мама | [ 12 ] |
| 2023   | Свилен конац                           | [ 12 ] |
| 2023   | Пенал и сексуални живот Ане Ђ.         | [ 12 ] |
| 2023   | Иза камере                             | [ 12 ] |
| 2023   | Даница                                 | [ 12 ] |
| 2023   | Мања                                   | [ 12 ] |
| 2023   | Кома                                   | [ 12 ] |
| 2023   | Пешчане плаже Марса                    | [ 12 ] |
| 2023   | Момак и девојке                        | [ 12 ] |
| 2023   | Ако киша не падне                      | [ 12 ] |
| 2023   | Заштита пре свега                      | [ 12 ] |
| 2023   | Ко жив, ко мртав                       | [ 12 ] |
| 2023   | Девојачко вече                         | [ 12 ] |

### Серијска продукција
| Година | Филм                     | Реф.   |
| ------ | ------------------------ | ------ |
| 2010   | Шесто чуло               | [ 12 ] |
| 2018   | Шифра Деспот             | [ 12 ] |
| 2019   | Црвени месец             | [ 12 ] |
| 2019   | Преживети Београд        | [ 12 ] |
| 2019   | Нек иде живот            | [ 12 ] |
| 2020   | Југословеенка            | [ 12 ] |
| 2020   | Неки бољи људи           | [ 12 ] |
| 2020   | Љубав испод златног бора | [ 12 ] |
| 2023   | Закопане тајне           | [ 12 ] |

## Хуманитарни рад и филантропија
Од 2007. Митровић о свом трошку организује летовање и зимовање за незбринуту децу из Центра за заштиту одојчади, деце и омладине у Звечанској улици у Београду. Поред плаћеног смештаја, деца добијају и џепарац. Такође, сваке године приреди и дочек Нове године за децу без родитеља, на којем им свира у костиму Деда Мраза и дели новогодишње поклоне.
У време побуне у Тунису и протеста у Египту, почетком 2011. године, Митровић је авионе Ер Пинка ставио на располагање Министарству спољних послова ради превоза држављана Србије из подручја захваћених сукобом. Такође, контактирао је са амбасадорима Србије у Тунису и Египту, те их обавестио да његова компанија стоји на располагању у том погледу.
Новембра 2017. дошло је до инцидента на аеродрому у Ларнаки на Кипру, јер је тринаесторо деце из Србије било заглављена на аеродрому услед одбијања цариника да их пусте на Северни Кипар, где је требало да учествују на једном културно-уметничком фестивалу. Митровић је предложио слање два авиона Ер Пинка по децу из Србије, уз сагласност њихових родитеља и Министарства спољних послова, како би деца била безбедно враћена у земљу. Ер Пинк је по децу летео бесплатно.
Априла 2022. породица из Крњаче је добила четворке, а принове су довеле до великог увећања трошкова живота породице, због чега се на интернету проширио позив да се породици помогне. Међу онима који су се одазвали био је и Митровић, који је посетио родитеље, поклонио им пакете пелена, колица, храну за бебе, играчке и остале потрепштине, као и милион динара.
Након што су му преко друштвених мрежа јавили да је Центар за социјални рад предложио незапосленој самохраној мајци са петоро деце у Панчеву да децу да у хранитељску породицу, Митровић ју је посетио и однео помоћ, а затим је запослио у својој фирми без обавезе да долази на посао, чиме јој је обезбедио континуиране приходе и омогућило да не дође до раздвајања породице. Затим је купио плац који је поклонио породици и почео је са градњом куће.

## Приватни живот
Жељко Митровић се 1990. венчао певачицом Соњом Митровић Хани, а 1991. године су добили кћерку Сандру. Две године касније постали су родитељи и сина Александра. Развели су се 1994. године. Њихова ћерка Сандра је филмска редитељка.
Митровић се 1995. венчао директорком програма и музичким уредником Милицом Митровић (рођеном Пашић). С њом има ћерке Кристину и Андреу.

## Награде и признања
- Награда „Браћа Карић” у области економије и привреде, за изванредна достигнућа у медијској сфери, телевизијској и филмској продукцији у читавој Европи (2014).[24]
- Специјална плакета Најплеменитији подвиг године, додељује компанија Вечерње новости (2023);[25]